# Chelsea Football Club 1981-1982
Questa voce raccoglie le informazioni riguardanti il Chelsea Football Club nelle competizioni ufficiali della stagione 1981-1982.

## Stagione
Il club londinese termina in dodicesima posizione il campionato con un totale di quindici vittorie, dodici pari e quindici sconfitte.
Il Chelsea inizia l'FA Cup dal terzo turno, dove pareggia inizialmente 0-0 contro l'Hull City, nel replay vince 2-0, nel quarto turno pareggia 0-0 contro il Wrexham FC, nel replay pareggia 1-1, nel secondo replay vince 2-1, nel quinto turno batte 2-0 il Liverpool, nel sesto viene sconfitto 2-3 dal Tottenham Hotspur e quindi eliminato.
Il club londinese inizia la Football League Cup dal secondo turno, dove pareggia inizialmente 1-1 contro il Southampton, nel ritorno vince 2-1 dopo i tempi supplementari, nel terzo turno viene battuto 2-4 dal Wigan Athletic e quindi eliminato.

## Maglie e sponsor
Nella stagione 1981-1982 del Chelsea non è presente il main sponsor, lo sponsor tecnico è Le Coq Sportif. La divisa primaria è costituita da maglia blu con colletto a V (dotato di linee rosse e bianche come decorazione), sono presenti linee sottili di colorazione più chiara nel body, estremità delle maniche con le medesime personalizzazioni, calzoncini blu e calzettoni bianchi con una linea blu e una rossa. La divisa da trasferta è formata da una maglia gialla con colletto a V (dotato di linee rosse e bianche come decorazione), sono presenti linee sottili di colorazione più scura nel body, estremità delle maniche con le medesime personalizzazioni, calzoncini gialli e calzettoni gialli con una linea blu e una rossa. La terza divisa è costituita da maglia bianca con colletto a V blu e rosso e estremità delle maniche con i medesimi colori, pantaloncini bianchi e calzettoni blu con una linea bianca e una rossa.
| Casa | Trasferta | Terza divisa |

## Rosa
Rosa e numerazione sono aggiornati al 31 maggio 1982.
| N. |                        | Ruolo | Calciatore    |
| -- | ---------------------- | ----- | ------------- |
|    | Jugoslavia (bandiera)  | P     | Petar Borota  |
|    | Inghilterra (bandiera) | P     | Steve Francis |
|    | Inghilterra (bandiera) | D     | Gary Chivers  |
|    | Inghilterra (bandiera) | D     | Micky Droy    |
|    | Inghilterra (bandiera) | D     | Colin Pates   |
|    | Inghilterra (bandiera) | D     | Dennis Rofe   |
|    | Scozia (bandiera)      | C     | Ian Britton   |

| N. |                        | Ruolo | Calciatore          |
| -- | ---------------------- | ----- | ------------------- |
|    | Inghilterra (bandiera) | C     | John Bumstead       |
|    | Inghilterra (bandiera) | C     | Mike Fillery        |
|    | Scozia (bandiera)      | C     | Colin Lee           |
|    | Sudafrica (bandiera)   | C     | Colin Viljoen       |
|    | Inghilterra (bandiera) | A     | Paul Canoville      |
|    | Inghilterra (bandiera) | A     | Peter Rhoades-Brown |
|    | Inghilterra (bandiera) | A     | Clive Walker        |

## Statistiche

### Statistiche di squadra
| Competizione        | Punti | Totale | Totale | Totale | Totale | Totale | Totale |
| Competizione        | Punti | G      | V      | N      | P      | Gf     | Gs     |
| ------------------- | ----- | ------ | ------ | ------ | ------ | ------ | ------ |
| Campionato          | 57    | 42     | 15     | 12     | 15     | 60     | 60     |
| FA Cup              | -     | 8      | 3      | 4      | 1      | 9      | 5      |
| Football League Cup | -     | 3      | 1      | 1      | 1      | 5      | 6      |
| Totale              | -     | 53     | 19     | 17     | 17     | 74     | 71     |